# 布坎南鎮區 (密蘇里州沙利文縣)
布坎南鎮區（英語：Buchanan Township）是位於美國密蘇里州沙利文縣的一個行政鎮區。

## 地方資料
布坎南鎮區的面積為140.48平方千米，當中陸地面積為140.25平方千米，而水域面積為0.23平方千米。根據2020年美國人口普查的數據，當地共有人口137人，而人口密度為每平方千米0.98人。